# Zawsze wierni
Zawsze wierni. Prawdzie Katolickiej – Prawdzie Jedynej – dwumiesięcznik religijny Bractwa Kapłańskiego Św. Piusa X propagujący tradycyjny katolicyzm. Redaktorem naczelnym jest od końca 2021 roku ks. Jakub Wawrzyn FSSPX, wcześniej był nim ks. Szymon Bańka FSSPX. Wydawcą pisma jest wydawnictwo Te Deum.
Ukazuje się od 1996. Do 2003 jako dwumiesięcznik, potem, w latach 2003–2012 jako miesięcznik, od 2013 znów jako dwumiesięcznik.